# Mistrzostwa Czech w Lekkoatletyce 2008
39. Mistrzostwa Czech w Lekkoatletyce – zawody lekkoatletyczne, które odbyły się 4 i 5 lipca 2008 na stadionie Míru w Taborze.

## Rezultaty

### Mężczyźni
| Konkurencja:                  | Złoto                                                                  | Wynik    | Srebro                                                             | Wynik    | Brąz                                                             | Wynik    |
| Bieg na 100 m                 | Lukáš Milo                                                             | 10,26    | Jan Veleba                                                         | 10,33    | Rostislav Šulc                                                   | 10,49    |
| Bieg na 200 m                 | Vojtěch Šulc                                                           | 20,69    | Jan Schiller                                                       | 20,78    | Lukáš Milo                                                       | 20,89    |
| Bieg na 400 m                 | Rudolf Götz                                                            | 46,55    | Petr Szetei                                                        | 47,14    | Petr Klofáč                                                      | 47,64    |
| Bieg na 800 m                 | Jakub Holuša                                                           | 1:50,86  | Michal Šneberger                                                   | 1:52,11  | Miroslav Kaplan                                                  | 1:52,55  |
| Bieg na 1500 m                | Vladimír Bartůněk                                                      | 3:52,84  | Tomáš Bednář                                                       | 3:53,06  | Tomáš Belada                                                     | 3:53,16  |
| Bieg na 5000 m                | Milan Kocourek                                                         | 14:42,86 | Petr Mikulenka                                                     | 14:46,30 | Róbert Štefko                                                    | 14:48,77 |
| Bieg na 10 000 m              | Róbert Štefko                                                          | 30:14,16 | Tomáš Blaha                                                        | 31:03,64 | František Zouhar                                                 | 31:14,40 |
| Bieg uliczny na 10 km         | Róbert Štefko                                                          | 31:21    | Pavel Faschingbauer                                                | 31:44    | Tomáš Blaha                                                      | 31:57    |
| Bieg przełajowy na 4 km       | Tomáš Bednář                                                           | 12:56    | Jan Kreisinger                                                     | 12,59    | Pavel Dvořák                                                     | 13:04    |
| Bieg przełajowy na 10 km      | Milan Kocourek                                                         | 33,10    | Robert Krupička                                                    | 33:39    | Róbert Štefko                                                    | 33:41    |
| Bieg górski                   | Jan Havlíček                                                           | 46:36    | Martin Frei                                                        | 47,32    | Ondřej Horák                                                     | 47:37    |
| Półmaraton                    | Róbert Štefko                                                          | 1:06:32  | Martin Frei                                                        | 1:07:00  | Petr Pechek                                                      | 1:07:37  |
| Maraton                       | Róbert Štefko                                                          | 2:23:53  | Petr Havelka                                                       | 2:28:19  | Daniel Orálek                                                    | 2:29:19  |
| Bieg na 110 m przez płotki    | Stanislav Sajdok                                                       | 13,70    | Michal Krejčí                                                      | 14,27    | Jiří Smola                                                       | 14,28    |
| Bieg na 400 m przez płotki    | Ondřej Daněk                                                           | 50,59    | Michal Uhlík                                                       | 50,61    | Josef Prorok                                                     | 51,27    |
| Bieg na 3000 m z przeszkodami | Petr Mikulenka                                                         | 8:57,78  | Milan Kocourek                                                     | 9:10,11  | Jiří Miler                                                       | 9:15,61  |
| Sztafeta 4 × 100 m            | Slavia Praha Ondřej Kozlovský Ladislav Křížek Jan Schiller Tomáš Bošek | 40,52    | Spartak Praha 4 Jan Feher Rostislav Šulc Vojtěch Šulc Ondřej Benda | 40,73    | AC Domažlice Michal Jahn Jan Halík Martin Houdek Jiří Faist      | 43,01    |
| Sztafeta 4 × 400 m            | Slavia Praha Tomáš Bošek Michal Uhlík Jindřich Šimánek Josef Prorok    | 3:10,46  | Olymp Praha Petr Braniš Marek Hrubý Ondřej Daněk Petr Klofáč       | 3:17,56  | Slavia Praha B Tomáš Pelc Petr Habásko Martin Čapek Tomáš Krupka | 3:18,15  |
| Chód na 20 km                 | Miloš Holuša                                                           | 1:29:47  | Jiří Malysa                                                        | 1:34:08  | David Šnajdr                                                     | 1:35:39  |
| Chód na 50 km                 | Roman Bílek                                                            | 3:58:42  | David Šnajdr                                                       | 4:43:43  | Lukáš Pazdera                                                    | 4:45:18  |
| Skok wzwyż                    | Tomáš Janků                                                            | 2,30     | Jaroslav Bába                                                      | 2,24     | Svatoslav Ton                                                    | 2,24     |
| Skok o tyczce                 | Jan Kudlička                                                           | 5,62     | Štěpán Janáček                                                     | 5,42     | Michal Balner                                                    | 5,42     |
| Skok w dal                    | Roman Novotný                                                          | 7,99     | Štěpán Wagner                                                      | 7,84     | Michal Čada                                                      | 7,52     |
| Trójskok                      | Petr Hnízdil                                                           | 16,10    | Ondřej Hanuš                                                       | 15,16    | Ondřej Cais                                                      | 14,89    |
| Pchnięcie kulą                | Petr Stehlík                                                           | 19,59    | Antonín Žalský                                                     | 19,29    | Jan Tylče                                                        | 18,42    |
| Rzut dyskiem                  | Libor Malina                                                           | 62,88    | Jan Marcell                                                        | 61,57    | Miroslav Pudivítr                                                | 59,57    |
| Rzut młotem                   | Lukáš Melich                                                           | 76,17    | Pavel Sedláček                                                     | 73,50    | Pavel Žák                                                        | 64,47    |
| Rzut oszczepem                | Vítězslav Veselý                                                       | 76,80    | Miroslav Guzdek                                                    | 75,03    | Petr Frydrych                                                    | 73,16    |
| Dziesięciobój                 | Adam Formánek                                                          | 7446     | Adam Nejedlý                                                       | 7259     | David Sazima                                                     | 7204     |

### Kobiety
| Konkurencja:                  | Złoto                                                                         | Wynik    | Srebro                                                                                    | Wynik    | Brąz                                                                            | Wynik    |
| Bieg na 100 m                 | Kateřina Čechová                                                              | 11,57    | Pavlína Vostatková                                                                        | 11,66    | Kristina Bažatová                                                               | 11,77    |
| Bieg na 200 m                 | Denisa Ščerbová                                                               | 23,56    | Kateřina Čechová                                                                          | 23,85    | Zuzana Hejnová                                                                  | 23,98    |
| Bieg na 400 m                 | Jitka Bartoničková                                                            | 53,78    | Drahomíra Eidrnová                                                                        | 53,84    | Veronika Jelínková                                                              | 55,70    |
| Bieg na 800 m                 | Lenka Masná                                                                   | 2:06,68  | Veronika Mráčková                                                                         | 2:06,75  | Tereza Šedivá                                                                   | 2:08,47  |
| Bieg na 1500 m                | Marcela Lustigová                                                             | 4:33,19  | Tereza Čapková                                                                            | 4:33,37  | Petra Fousková                                                                  | 4:35,24  |
| Bieg na 5000 m                | Lucie Müllerová                                                               | 16:44.96 | Petra Kamínková                                                                           | 16:47.98 | Lenka Všetečková                                                                | 16:49.91 |
| Bieg na 10 000 m              | Petra Kamínková                                                               | 35:56,95 | Marta Fenclová                                                                            | 36:24,54 | Irena Petříková                                                                 | 37:11,03 |
| Bieg uliczny na 10 km         | Petra Kamínková                                                               | 36:11    | Eva Tománková                                                                             | 37:03    | Ivana Sekyrová                                                                  | 37:08    |
| Bieg przełajowy na 6 km       | Monika Preibischová                                                           | 23:11    | Lenka Všetečková                                                                          | 23:21    | Jana Čábelková                                                                  | 23:27    |
| Bieg górski                   | Pavla Matyášová                                                               | 56:44    | Irena Šádková                                                                             | 57:07    | Helena Poborská                                                                 | 57:57    |
| Półmaraton                    | Ivana Sekyrová                                                                | 1:17:28  | Marta Vlčovská                                                                            | 1:20:00  | Lenka Šibravová                                                                 | 1:20:36  |
| Maraton                       | Ivana Martincová                                                              | 2:53:01  | Petra Krejčová                                                                            | 3:09:36  | Marie Dostálová                                                                 | 3:11:04  |
| Bieg na 100 m przez płotki    | Lucie Škrobáková                                                              | 12,93    | Petra Seidlová                                                                            | 13,47    | Lenka Lepičová                                                                  | 13,64    |
| Bieg na 400 m przez płotki    | Kristina Volfová                                                              | 59,17    | Jana Melichová                                                                            | 59,51    | Zuzana Klementová                                                               | 59,77    |
| Bieg na 3000 m z przeszkodami | Ivana Sekyrová                                                                | 10:58,57 | Kateřina Pecháčková                                                                       | 11:11,37 | Markéta Schybolová                                                              | 11:39,32 |
| Sztafeta 4 × 100 m            | USK Praha Zuzana Bičíková Petra Seidlová Kristina Bažatová Jitka Bartoničková | 46,23    | Sokol SG Plzeň-Petřín Jana Brožová Pavlína Vostatková Lenka Lepičová Petra Fairaislová    | 47,09    | Olymp Praha Iveta Mazáčová Martina Dostálová Jana Branišová Marie Burešová      | 47,58    |
| Sztafeta 4 × 400 m            | USK Praha Jitka Bartoničková Marcela Lustigová Dana Šatrová Zuzana Hejnová    | 3:41,27  | Hvězda Pardubice Kateřina Ulrichová Lenka Švábíková Drahomíra Eidrnová Veronika Jelínková | 3:44,29  | SSK Vítkovice Zlata Polonyiová Zuzana Klementová Eva Follnerová Denisa Ščerbová | 3:47,08  |
| Chód na 20 km                 | Zuzana Schindlerová                                                           | 1:33:58  | Lucie Pelantová                                                                           | 1:41:02  | Monika Choděrová                                                                | 1:44:09  |
| Skok wzwyż                    | Romana Dubnova                                                                | 1,94     | Iva Straková                                                                              | 1,94     | Oldřiška Marešová                                                               | 1,77     |
| Skok o tyczce                 | Romana Maláčová                                                               | 4,19     | Jiřina Ptáčníková                                                                         | 4,08     | Eliška Vaníčková                                                                | 3,97     |
| Skok w dal                    | Denisa Ščerbová                                                               | 6,52     | Jana Korešová                                                                             | 6,42     | Kateřina Líbalová                                                               | 6,18     |
| Trójskok                      | Martina Šestáková                                                             | 14,16    | Gabriela Vaculová                                                                         | 13,35    | Iva Vedralová                                                                   | 12,98    |
| Pchnięcie kulą                | Jana Kárníková                                                                | 16,49    | Lenka Ledvinová                                                                           | 15,22    | Andrea Valešová                                                                 | 14,57    |
| Rzut dyskiem                  | Věra Cechlová                                                                 | 59,81    | Milena Bečičková                                                                          | 50,96    | Lucie Vaníčková                                                                 | 49,51    |
| Rzut młotem                   | Kateřina Šafránková                                                           | 67,47    | Lenka Ledvinová                                                                           | 65,66    | Jana Hyjánková                                                                  | 62,95    |
| Rzut oszczepem                | Barbora Špotáková                                                             | 64,47    | Jarmila Klimešová                                                                         | 60,69    | Kateřina Žofková                                                                | 46,70    |
| Siedmiobój                    | Eliška Klučinová                                                              | 5707     | Jana Korešová                                                                             | 5652     | Kateřina Konvalinková                                                           | 5447     |